# Lytorhynchus kennedyi
Espèce
Lytorhynchus kennedyi est une espèce de serpent de la famille des Colubridae.

## Répartition
Cette espèce se rencontre en Jordanie et en Syrie. Sa présence est probable dans le sud-ouest de l'Irak.

## Description
Dans sa description Schmidt indique que le spécimen en sa possession mesure 38 cm dont 5,5 cm pour la queue. Son dos est gris jaunâtre clair et présente 22 bandes transversales noires sur le corps et huit au niveau de la queue.

## Étymologie
Son nom d'espèce, kennedyi, lui a été donné en l'honneur du Dr Walter P. Kennedy, du Collège royal de médecine à Bagdad.

## Publication originale
- Schmidt, 1939 : Reptiles and amphibians from Southwestern Asia. Zoological Series of Field Museum of Natural History, vol. 24, p. 49-92 (texte intégral).